# Fotoellenállás
A fotoellenállások fénytől függő ellenállások. A fényérzékeny rétegek kialakítására nagyon erős fényelektromos tulajdonságokkal bíró anyagokat (kadmium-szulfid CdS, ólom-szulfid PbS stb.) használnak.
Minél jobban megvilágítunk egy fotoellenállást, annál inkább csökken az ellenállása.
A fotoellenállás meghatározott fényerősséghez tartozó ellenállásértéke azonos típusoknál is meghatározott tartományban szór, ez a tartomány az ún. szórási sáv.
A fotoellenállás meghatározott fényhullámhossznál éri el a legnagyobb érzékenységet, ezt spektrális érzékenységnek nevezzük. Vannak olyan fotoellenállások amelyek kimondottan speciális hullámhosszra, azaz színekre érzékenyek.
A fotoellenálláshoz megadják a sötét-ellenállást (megvilágítás nélküli ellenállásérték MΩ nagyságrendű) és a világos ellenállást (1000lx megvilágításhoz tartozó ellenállásérték 100Ω… 1-2kΩ-ig).
A fotoellenállások tehetetlensége néhány milliszekundumnyi.